# Чемпионат мира по конькобежному спорту 1904
Чемпионат мира по конькобежному спорту в классическом многоборье 1904 года проходил с 6 по 7 февраля на Frogner Stadion в Кристиании (Норвегия). Участие приняли 13 спортсменов, которые все представляли Норвегию. Для получения звания чемпиона необходимо было выиграть на трёх дистанциях из четырёх, серебряный и бронзовый призёры не определялись.
Победивший на всех 4 дистанциях Петер Синнеруд был провозглашён чемпионом мира, однако позднее выяснилось, что он участвовал в профессиональных соревнованиях в США. Поскольку на чемпионат мира по правилам ИСУ допускались только любители, Синнеруд был дисквалифицирован, его результаты не учитывались и звание чемпиона мира было присуждено Сигурду Матисену, теперь ставшему победителем на трёх дистанциях. 

## Результаты
| Место | Спортсмен         | Страна   | 500 м        | 5000 м       | 1500 м      | 10 000 м     |
| ----- | ----------------- | -------- | ------------ | ------------ | ----------- | ------------ |
| 1     | Сигурд Матисен    | Норвегия | 48,2 (2)     | 9.28,2 (1)   | 2.35,8 (1)  | 19.31,0 (1)  |
| (2)   | Рудольф Гундерсен | Норвегия | 46,6 (1)     | 9.37,6 (4)   | 2.35,8 (1)  | 19.47,4 (2)  |
| (3)   | Rudolf Røhne      | Норвегия | 49,0 (3)     | 9.55,0 (6)   | 2.39,0 (2)  | 19.58,6 (4)  |
| (4)   | Олаф Хансен       | Норвегия | 51,2 (5)     | 9.31,2 (2)   | 2.43,4 (3)  | 19.54,6 (3)  |
| NS1   | Юлиус Хансен      | Норвегия | NS           | 10.10,8 (9)  | 2.54,6 (8)  | 19.58,6 (5)  |
| NS4   | Дагфинн Клауссен  | Норвегия | 51,6 (6)     | 9.55,0 (7)   | 2.45,6 (4)  |              |
| NS4   | Нильс Гундерсен   | Норвегия | 54,9 (8)     | 9.49,8 (5)   | 2.47,0 (5)  |              |
| NS4   | Магнус Йохансен   | Норвегия | 53,0 (7)     | 10.10,2 (8)  | 2.59,2 (9)  |              |
| NS4   | Тхор Поулсен      | Норвегия | 56,4* (9)    | 10.29,0 (11) | 2.48,8 (6)  |              |
| NS4   | Йохан Касперсен   | Норвегия | 1.00,4* (10) | 10.53,0 (12) | 3.01,2 (10) |              |
| NS4   | Олаф Йохансен     | Норвегия | NF           | 10.14,4 (10) | 2.50,2 (7)  |              |
| NS3   | Олуф Стеен        | Норвегия | 49,2 (4)     | 9.36,0 (3)   | NS          |              |
| DQ    | Петер Синнеруд    | Норвегия | 46,2 (DQ)    | 9.26,4 (DQ)  | 2.34,8 (DQ) | 19.15,2 (DQ) |

* = с падением
NF = не закончил дистанцию
NS = не вышел на старт на дистанции
DQ дисквалификация